# Argopecten irradians concentricus
Sous-espèce
Synonymes
- Argopecten irradians taylorae Petuch, 1987[1]
- Pecten circularis G. B. Sowerby I, 1835[1]
- Pecten concentricus Say, 1822[1]
- Pecten leucophaeus Reeve, 1852[1]

Argopecten irradians concentricus est une sous-espèce de l'espèce Argopecten irradians, mollusque bivalve de la famille des Pectinidae, connue aussi sous le nom de Pecten circularis.

## Systématique
La sous-espèce Argopecten irradians concentricus a été initialement décrite en 1822 par Thomas Say comme étant une espèce à part entière et ce sous le taxon Pecten concentricus,.

## Publication originale
- (en) Thomas Say, « An account of some marine shells of the United States [continued from page 248] », Journal of the Academy of Natural Sciences of Philadelphia, Philadelphie, Inconnu, vol. 2, no 2,‎ 1822, p. 257–276 (ISSN 0885-3479, OCLC 1460713, lire en ligne).